# Георгій Денев
Георгій Денев (болг. Георги Денев, нар. 18 квітня 1950, Ловеч) — болгарський футболіст, що грав на позиції півзахисника. По завершенні ігрової кар'єри — тренер. Заслужений майстер спорту Болгарії.
Виступав, зокрема, за клуб ЦСКА (Софія), а також національну збірну Болгарії, у складі якої був учасником чемпіонату світу 1974 року.

## Клубна кар'єра
У дорослому футболі дебютував 1965 року виступами за команду «Карпачев», в якій провів три сезони у другому дивізіоні, після чого перейшов у вищоліговий «Спартак» (Плевен) і протягом сезону 1968/69 років захищав кольори клубу, провівши 28 матчів і забивши 7 голів у чемпіонаті.

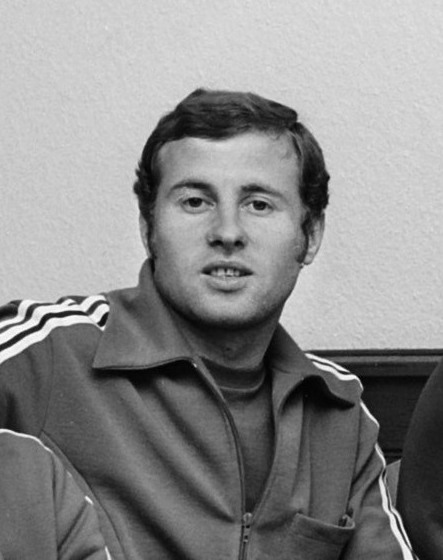
Георгій Денев у 1974 році.

Через сильні виступи в 1969 році Денєв перейшов до ЦСКА (Софія), де грав наступні 10 років і вважався одним з найкращих футболістів Болгарії того часу. З ЦСКА він став 5-разовим чемпіон Болгарії та триразовим володарем Кубка Болгарії. Всього провів за команду 227 ігор у чемпіонаті та забив 68 голів, а також 22 матчі та 3 голи у єврокубкахПрофил на Георги Денев [Архівовано 18 січня 2021 у Wayback Machine.] в сайта fccska.com. В цей час Денева хотіли бачити у своєму складі європейські гранди «Реал Мадрид» і «Баварія», але перехід не відбувся через тодішню заборону гравцям переходити в клуби за межами країни.
Після закінчення сезону 1978/79 ЦСКА відмовився від послуг Денева, хоча йому було лише 29 років. Розчарований цим, він відправився до вічного ворога «аррмійців» клубу «Левскі». Він тренувався там місяць із командою, але жодного офіційного матчу так і не провів. Тодішній голова клубу Іван Славков домовився про перехід гравця до Греції, де Денев протягом 1979—1981 років захищав кольори клубу «Етнікос» (Пірей), а потім провів ще два в кіпрському «Аріс» і закінчив свою кар'єру у віці 33 років у 1983 році.

## Виступи за збірну
15 листопада 1970 року дебютував в офіційних матчах у складі національної збірної Болгарії в рамках кваліфікації до Євро-1972 проти Норвегії (1:1) в Софії.
У складі збірної був учасником чемпіонату світу 1974 року у ФРН, де зіграв у всіх трьох матчах Болгарії проти Швеції, Уругваю та Нідерландів, але болгари не виграли жодної гри та не змогли пройти груповий етап.
Загалом протягом кар'єри у національній команді, яка тривала 9 років, провів у її формі 49 матчів, забивши 19 голів.

## Кар'єра тренера
Розпочав тренерську кар'єру 1990 року, очоливши тренерський штаб клубу «Слинчев Бряг», який тренував у сезоні 1990/91 в Групі Б.
У сезоні 1992/93 тренував кіпрський «Аріс», а в 1995 році був призначений наставником «Літекса». Однак під його керівництвом команда вибула з Групи А в сезоні 1995/96.

## Титули і досягнення
- Чемпіон Болгарії (5):

ЦСКА (Софія): 1970/71, 1971/72, 1972/73, 1974/75, 1975/76
- Володар Кубка Болгарії (3):

ЦСКА (Софія): 1971/72, 1972/73, 1973/74
- Чемпіон Європи (U-18): 1969